# Ólomszürke hársfacincér
Az ólomszürke hársfacincér (Stenostola ferrea) a cincérfélék családjába tartozó, Európában honos, lombos fákon élő bogárfaj. 

## Megjelenése
Az ólomszürke hársfacincér testhossza 8-14 mm. Testalkata karcsú, az előhát oldalai egyenesek; szárnyfedőinek oldalvonalai szinte végig párhuzamosak. Szárnyfedői ólomszürke színűek, alig van kékes fényük; pontozásuk finomabb, egyenletesebb, fénytelen. A mellvég oldallemezeinek fehéres szőrszegélye széles. Felületét sűrű fehéresszürke, lesimuló szőrök fedik, a fej és az előtor háta, valamint a szárnyfedők töve hosszú, felálló, sötét szőrökkel, a szárnyfedők felálló szőrözete rövid. A pajzsocskán, az előtor hátoldalán egy-egy előrefelé elmosódó sávon, a homlok és a szemek szegélyén hosszabb és sűrűbb fehér szőrözet látható.

### Hasonló fajok
A fémes hársfacincérrel lehet összetéveszteni. 

## Elterjedése és életmódja
Európában honos a Pireneusoktól Nyugat-Oroszországig, illetve a Kaukázusig). Magyarországon országszerte megtalálható a hegy- és dombvidékek, valamint a síkságok erdeiben; gyakoribb, mint rokona, a fémes hársfacincér. 
Lárvája különféle lombos fák (főleg hárs, de ritkábban fűz, gyertyán, mogyoró, nyár, dió, szil, gyümölcsfák) elhalt, vastagabb ágaiban és vékonyabb (max. 20 cm) törzseiben él. A fémes hársfacincértől eltérően fontos, hogy a fa száraz legyen, a nyirkosság elpusztítja a lárvákat. Galériáit a kéreg alsó felszínén rágja, a szijács többnyire ép marad, csak a horog alakú bábkamrát készíti benne. Fejlődése egy vagy két évig tart, majd tavasszal bebábozódik. Az imágó áprilistól júniusig rajzik, a tápnövénye leveleivel, friss kérgével táplálkozik.

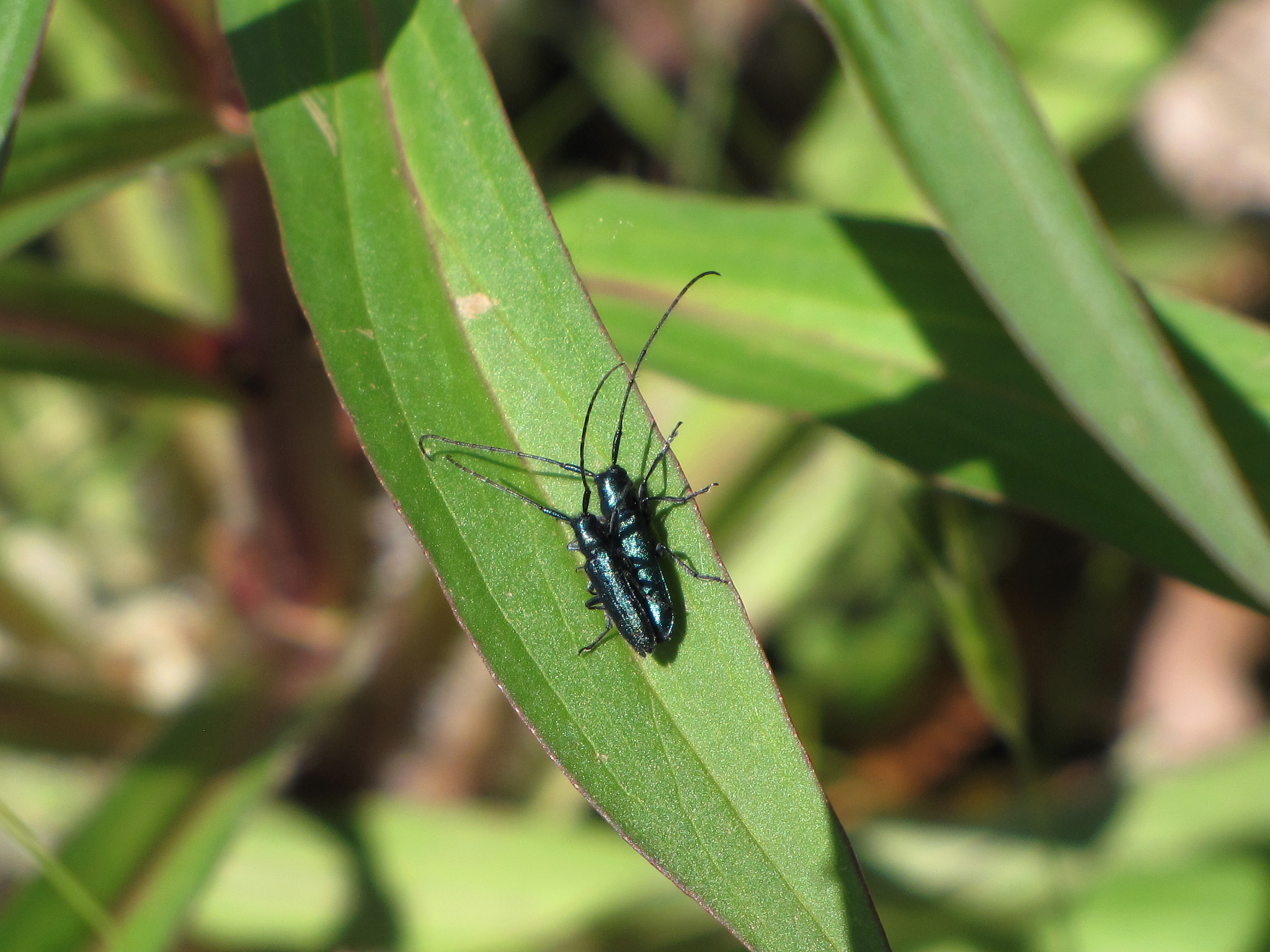
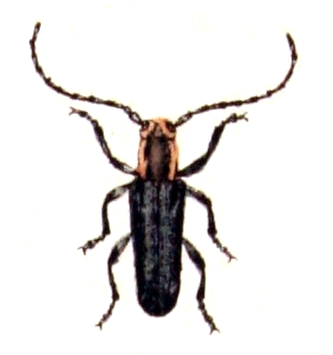
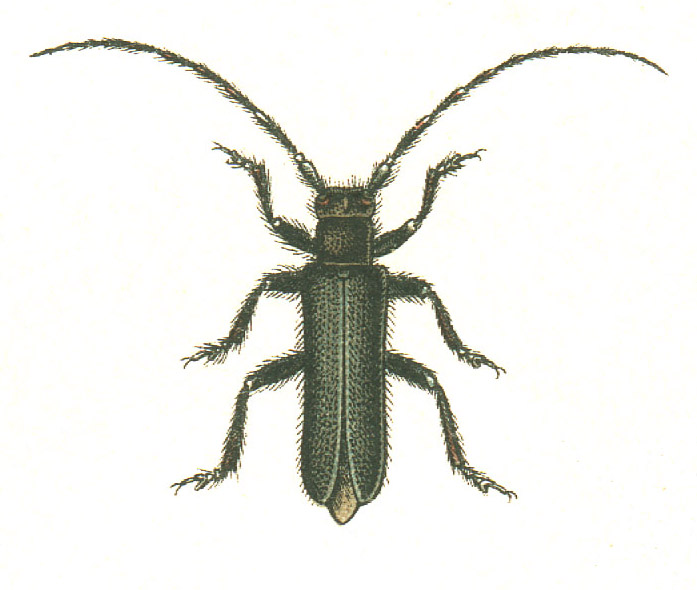

Magyarországon nem védett.